# Vena cólica izquierda
La vena cólica izquierda es una vena que sigue la distribución de la arteria cólica izquierda y que desemboca en la vena mesentérica inferior. Drena el colon descendente.